# Karlskirchen
Karlskirchen oder Kalkskirchen ist eine Wüstung etwa 2,5 km nördlich der Stadt Gudensberg in Nordhessen.
Der Ort befindet sich nordwestlich des Odenbergs und unweit östlich der Landesstraße L 3221 von Gudensberg nach Besse. Die Dorfwüstung Langenvenne liegt nur wenige hundert Meter weiter südwestlich.

## Geschichte
Der Ort ist 1270 erstmals urkundlich erwähnt, aber man fand dort Keramik schon aus der Zeit um 800. Im Jahre 1270 besiegte Landgraf Heinrich I. bei Karlskirchen einen westfälischen Heerhaufen entscheidend. Der Ort war wohl im Besitz einer niederadligen Familie: Im März 1293 erscheint ein Heinrich von Karlskirchen (Karleskinhusen) als Zeuge in einer Besitzübereignungsurkunde derer von Meysenbug an das Kloster Haina. Und im Jahre 1352 wird ein Johan von Karliskirchin als Altarist an der St. Petri Stiftskirche  in Fritzlar erwähnt.
Laut Wigand Gerstenberg errang Karl der Große hier einen Sieg gegen die Sachsen und errichtete zum Dank eine Kirche, die „Karlskirche“. Die Kirche war dann Pfarrkirche eines Kirchspiels, das Karlskirchen und die heute wüsten Orte Langenvenne, Mittelvenne und Rittervenne umfasste. Da die Bevölkerung sowohl den nahen Odenberg als auch den Scharfenstein für Wohnsitze der alten, heidnischen Götter hielt, wurde die Karlskirche zu einer Pilgerstätte der heidnisch gebliebenen Einwohner der Region. Ein Pferdehufabdruck, eine so genannte Roßtrappe, eingemeißelt auf einem in der Kirchenwand verbauten Steinblock, galt als ein Abdruck von Wodans bzw. Karls Pferd und wurde verehrt. Der Sage nach gab Karl der Große, dessen Heer vor Durst litt, seinem Schimmel so kräftig die Sporen, dass das Pferd heftig auf den Boden stampfte und dabei einen Stein aus dem Felsen löste, auf dem ein Hufabdruck zurückblieb. Wo sich der Stein gelöst hatte, sprudelte eine frische Quelle, der Glisborn, aus dem sich die Soldaten erfrischen konnten.
Mit der Einführung der Reformation in Hessen unter Landgraf Philipp dem Großmütigen im Jahre 1526 wurde die Abgötterei endgültig verboten und die Karlskirche als ein Hort des Heidentums abgerissen. Der Stein mit dem Pferdehufabdruck tauchte Jahre später in der Kirchhofsmauer am „Alten Friedhof“ in Gudensberg wieder auf und befindet sich dort noch heute.